# Bureau du Parlement européen
Le Bureau du Parlement européen est l'instance qui fixe les principales règles de fonctionnement du Parlement européen. Le bureau élabore le projet de budget préliminaire du Parlement et décide des aspects relatifs à l'administration, au personnel et à l'organisation du Parlement.

## Fonctions
C'est l'organe de direction du Parlement européen, responsable de la gestion du budget du Parlement européen et des sujets administratifs, parmi lesquels le personnel et l'organisation du Parlement, mais aussi le temps alloué à chaque groupe politique en séance plénière. Il comprend le président, quatorze vice-présidents et cinq questeurs (six questeurs entre janvier 2007 et juillet 2009) qui sont responsables des sujets administratifs se reliant directement aux députés au Parlement européen. Tous les membres du Bureau sont élus pour une période de 30 mois, les élections étant tenues au début et à la moitié de chaque législature de cinq ans. Les réunions du bureau ont lieu, en général, deux fois par mois et les procès-verbaux sont traduits dans les langues officielles, ils sont accessibles au public et distribués aux députés.

## Composition

### 8elégislature

#### 1er juillet 2014 - 18 janvier 2017
| Président       |  | S&D       | Martin Schulz             | Allemagne   |
|                 |  |           |                           |             |
| Vice-présidents |  | PPE       | Antonio Tajani            | Italie      |
| Vice-présidents |  | PPE       | Mairead McGuinness        | Irlande     |
| Vice-présidents |  | PPE       | Rainer Wieland            | Allemagne   |
| Vice-présidents |  | PPE       | Ramón Luis Valcárcel      | Espagne     |
| Vice-présidents |  | PPE       | Ildikó Gáll-Pelcz         | Hongrie     |
| Vice-présidents |  | PPE       | Adina-Ioana Vălean        | Roumanie    |
| Vice-présidents |  | S&D       | Sylvie Guillaume          | France      |
| Vice-présidents |  | S&D       | Corina Crețu              | Roumanie    |
| Vice-présidents |  | S&D       | David Sassoli             | Italie      |
| Vice-présidents |  | ADLE      | Olli Rehn                 | Finlande    |
| Vice-présidents |  | ADLE      | Alexander Graf Lambsdorff | Allemagne   |
| Vice-présidents |  | Verts/ALE | Ulrike Lunacek            | Autriche    |
| Vice-présidents |  | GUE/NGL   | Dimítrios Papadimoúlis    | Grèce       |
| Vice-présidents |  | CRE       | Ryszard Czarnecki         | Pologne     |
|                 |  |           |                           |             |
| Questeurs       |  | PPE       | Élisabeth Morin-Chartier  | France      |
| Questeurs       |  | S&D       | Bogusław Liberadzki       | Pologne     |
| Questeurs       |  | ADLE      | Catherine Bearder         | Royaume-Uni |
| Questeurs       |  | PPE       | Andrey Kovatchev          | Bulgarie    |
| Questeurs       |  | CRE       | Karol Korski              | Pologne     |

#### 18 janvier 2017 - 1er juillet 2019
| Président       |  | PPE       | Antonio Tajani                                        | Italie             |
|                 |  |           |                                                       |                    |
| Vice-présidents |  | PPE       | Mairead McGuinness                                    | Irlande            |
| Vice-présidents |  | S&D       | Bogusław Liberadzki                                   | Pologne            |
| Vice-présidents |  | S&D       | David Sassoli                                         | Italie             |
| Vice-présidents |  | PPE       | Rainer Wieland                                        | Allemagne          |
| Vice-présidents |  | S&D       | Sylvie Guillaume                                      | France             |
| Vice-présidents |  | CRE       | Ryszard Czarnecki (Jusqu'au 7 février 2018)           | Pologne            |
| Vice-présidents |  | CRE       | Zdzisław Krasnodębski (À partir du 1er mars 2018)     | Pologne            |
| Vice-présidents |  | PPE       | Ramón Luis Valcárcel                                  | Espagne            |
| Vice-présidents |  | S&D       | Evelyne Gebhardt                                      | Allemagne          |
| Vice-présidents |  | ALDE      | Pavel Telička                                         | République tchèque |
| Vice-présidents |  | PPE       | Ildikó Gáll-Pelcz (Jusqu'au 15 novembre 2017)         | Hongrie            |
| Vice-présidents |  | PPE       | Lívia Járóka (À partir du 15 novembre 2017)           | Hongrie            |
| Vice-présidents |  | S&D       | Ioan Mircea Pașcu                                     | Roumanie           |
| Vice-présidents |  | GUE/NGL   | Dimitrios Papadimoulis                                | Grèce              |
| Vice-présidents |  | Verts/EFA | Ulrike Lunacek                                        | Autriche           |
| Vice-présidents |  | ALDE      | Alexander Graf Lambsdorff (Jusqu'au 23 octobre 2017)  | Allemagne          |
| Vice-présidents |  | EFDD      | Fabio Massimo Castaldo (À partir du 15 novembre 2017) | Italie             |
|                 |  |           |                                                       |                    |
| Questeurs       |  | PPE       | Élisabeth Morin-Chartier                              | France             |
| Questeurs       |  | PPE       | Andrey Kovatchev                                      | Bulgarie           |
| Questeurs       |  | S&D       | Vladimír Maňka                                        | Slovaquie          |
| Questeurs       |  | ADLE      | Catherine Bearder                                     | Royaume-Uni        |
| Questeurs       |  | CRE       | Karol Karski                                          | Pologne            |

### 9elégislature

#### 1er juillet 2019 - 18 janvier 2022
| Président       |  | S&D       | David Sassoli                                 | Italie             |
|                 |  |           |                                               |                    |
| Vice-présidents |  | PPE       | Mairead McGuinness (Jusqu'au 11 octobre 2020) | Irlande            |
| Vice-présidents |  | PPE       | Roberta Metsola (À partir du 12 octobre 2020) | Malte              |
| Vice-présidents |  | PPE       | Rainer Wieland                                | Allemagne          |
| Vice-présidents |  | PPE       | Othmar Karas                                  | Autriche           |
| Vice-présidents |  | PPE       | Ewa Kopacz                                    | Pologne            |
| Vice-présidents |  | PPE       | Lívia Járóka                                  | Hongrie            |
| Vice-présidents |  | S&D       | Pedro Silva Pereira                           | Portugal           |
| Vice-présidents |  | S&D       | Katarina Barley                               | Allemagne          |
| Vice-présidents |  | S&D       | Klára Dobrev                                  | Hongrie            |
| Vice-présidents |  | RE        | Dita Charanzová                               | République tchèque |
| Vice-présidents |  | RE        | Nicola Beer                                   | Allemagne          |
| Vice-présidents |  | Verts/ALE | Heidi Hautala                                 | Finlande           |
| Vice-présidents |  | Verts/ALE | Marcel Kolaja                                 | République tchèque |
| Vice-présidents |  | GUE/NGL   | Dimítrios Papadimoúlis                        | Grèce              |
| Vice-présidents |  | NI        | Fabio Massimo Castaldo                        | Italie             |
|                 |  |           |                                               |                    |
| Questeurs       |  | PPE       | Anne Sander                                   | France             |
| Questeurs       |  | PPE       | David Casa                                    | Malte              |
| Questeurs       |  | S&D       | Monika Beňová                                 | Slovaquie          |
| Questeurs       |  | RE        | Gilles Boyer                                  | France             |
| Questeurs       |  | CRE       | Karol Karski                                  | Pologne            |

#### 18 janvier 2022 - 16 juillet 2024
| Présidente      |  | PPE       | Roberta Metsola                               | Malte              |
|                 |  |           |                                               |                    |
| Vice-présidents |  | PPE       | Othmar Karas                                  | Autriche           |
| Vice-présidents |  | S&D       | Pina Picierno                                 | Italie             |
| Vice-présidents |  | S&D       | Pedro Silva Pereira                           | Portugal           |
| Vice-présidents |  | PPE       | Ewa Kopacz                                    | Pologne            |
| Vice-présidents |  | S&D       | Éva Kaïlí (Jusqu'au 13 décembre 2022),        | Grèce              |
| Vice-présidents |  | S&D       | Marc Angel (À partir du 18 janvier 2023)      | Luxembourg         |
| Vice-présidents |  | S&D       | Evelyn Regner                                 | Autriche           |
| Vice-présidents |  | PPE       | Rainer Wieland                                | Allemagne          |
| Vice-présidents |  | S&D       | Katarina Barley                               | Allemagne          |
| Vice-présidents |  | RE        | Dita Charanzová                               | République tchèque |
| Vice-présidents |  | RE        | Michal Šimečka                                | Slovaquie          |
| Vice-présidents |  | RE        | Nicola Beer                                   | Allemagne          |
| Vice-présidents |  | CRE       | Roberts Zīle                                  | Lettonie           |
| Vice-présidents |  | GUE/NGL   | Dimítrios Papadimoúlis                        | Grèce              |
| Vice-présidents |  | Verts/ALE | Heidi Hautala                                 | Finlande           |
|                 |  |           |                                               |                    |
| Questeurs       |  | PPE       | Anne Sander                                   | France             |
| Questeurs       |  | PPE       | Christophe Hansen                             | Luxembourg         |
| Questeurs       |  | S&D       | Monika Beňová (Jusqu'au 17 octobre 2023)      | Slovaquie          |
| Questeurs       |  | S&D       | Victor Negrescu (À partir du 9 novembre 2023) | Roumanie           |
| Questeurs       |  | RE        | Fabienne Keller                               | France             |
| Questeurs       |  | Verts/ALE | Marcel Kolaja                                 | République tchèque |

### 10elégislature

#### 16 juillet 2024 -En cours
| Présidente      |  | PPE       | Roberta Metsola        | Malte      |
|                 |  |           |                        |            |
| Vice-présidents |  | PPE       | Sabine Verheyen        | Allemagne  |
| Vice-présidents |  | PPE       | Ewa Kopacz             | Pologne    |
| Vice-présidents |  | PPE       | Esteban González Pons  | Espagne    |
| Vice-présidents |  | S&D       | Katarina Barley        | Allemagne  |
| Vice-présidents |  | S&D       | Pina Picierno          | Italie     |
| Vice-présidents |  | S&D       | Victor Negrescu        | Roumanie   |
| Vice-présidents |  | RE        | Martin Hojsík          | Slovaquie  |
| Vice-présidents |  | S&D       | Christel Schaldemose   | Danemark   |
| Vice-présidents |  | S&D       | Javier López Fernández | Espagne    |
| Vice-présidents |  | RE        | Sophie Wilmès          | Belgique   |
| Vice-présidents |  | Verts/ALE | Nicolae Ștefănuță      | Roumanie   |
| Vice-présidents |  | CRE       | Roberts Zīle           | Lettonie   |
| Vice-présidents |  | CRE       | Antonella Sberna       | Italie     |
| Vice-présidents |  | GUE/NGL   | Younous Omarjee        | France     |
|                 |  |           |                        |            |
| Questeurs       |  | PPE       | Andrey Kovatchev       | Bulgarie   |
| Questeurs       |  | S&D       | Marc Angel             | Luxembourg |
| Questeurs       |  | PPE       | Miriam Lexmann         | Slovaquie  |
| Questeurs       |  | RE        | Fabienne Keller        | France     |
| Questeurs       |  | CRE       | Kosma Złotowski        | Pologne    |